# San Ildefonso Amatlán
San Ildefonso Amatlán là một đô thị thuộc bang Oaxaca, México. Năm 2005, dân số của đô thị này là 2009 người.